# Pagani Utopia
Pagani Utopia — Автомобиль итальянской компании Pagani Automobili, пришедшая на смену модели Huayra и является третьей моделью автопроизводителя.
Выпускается с 2022 года. С 2022 по 2024 будет выпущено 99 экземпляров, остальные автомобили будут выпускаться с различными модификациями на заказ.

## История
Создание модели заняло шесть лет. Гиперкар получил название от одноименного произведения английского философа Томаса Мора, которое было издано в 1516 году.
В 2025 году появится специальная версия Utopia. Её главной особенностью будут элементы, сделанные из настоящего лунного камня. В сотрудничестве с Karosserie, Pagani нанесёт на Utopia «эпический новый цвет, которого ранее не существовало». Создателем такого проекта стал коллекционер автомобилей Крис Сингх.

## Характеристики
Автомобиль имеет двигатель V12 от Mercedes-AMG с турбонаддувом с объёмом 6 литров и работает в связке с коробкой передач Xtrac на семь ступеней, которая расположена поперек, а не вдоль, как в обычных автомобилях.

## Галерея

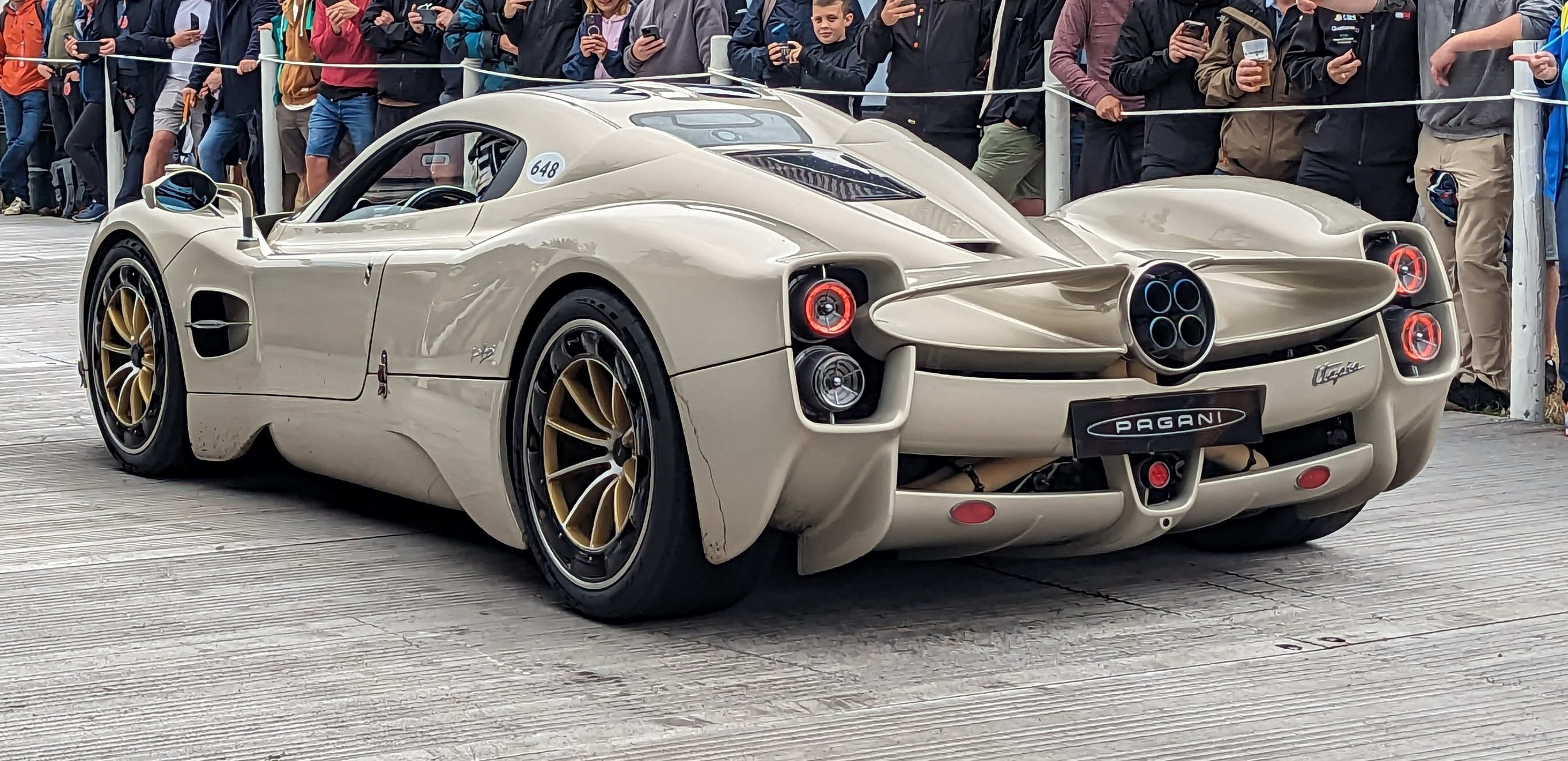
Вид сзади
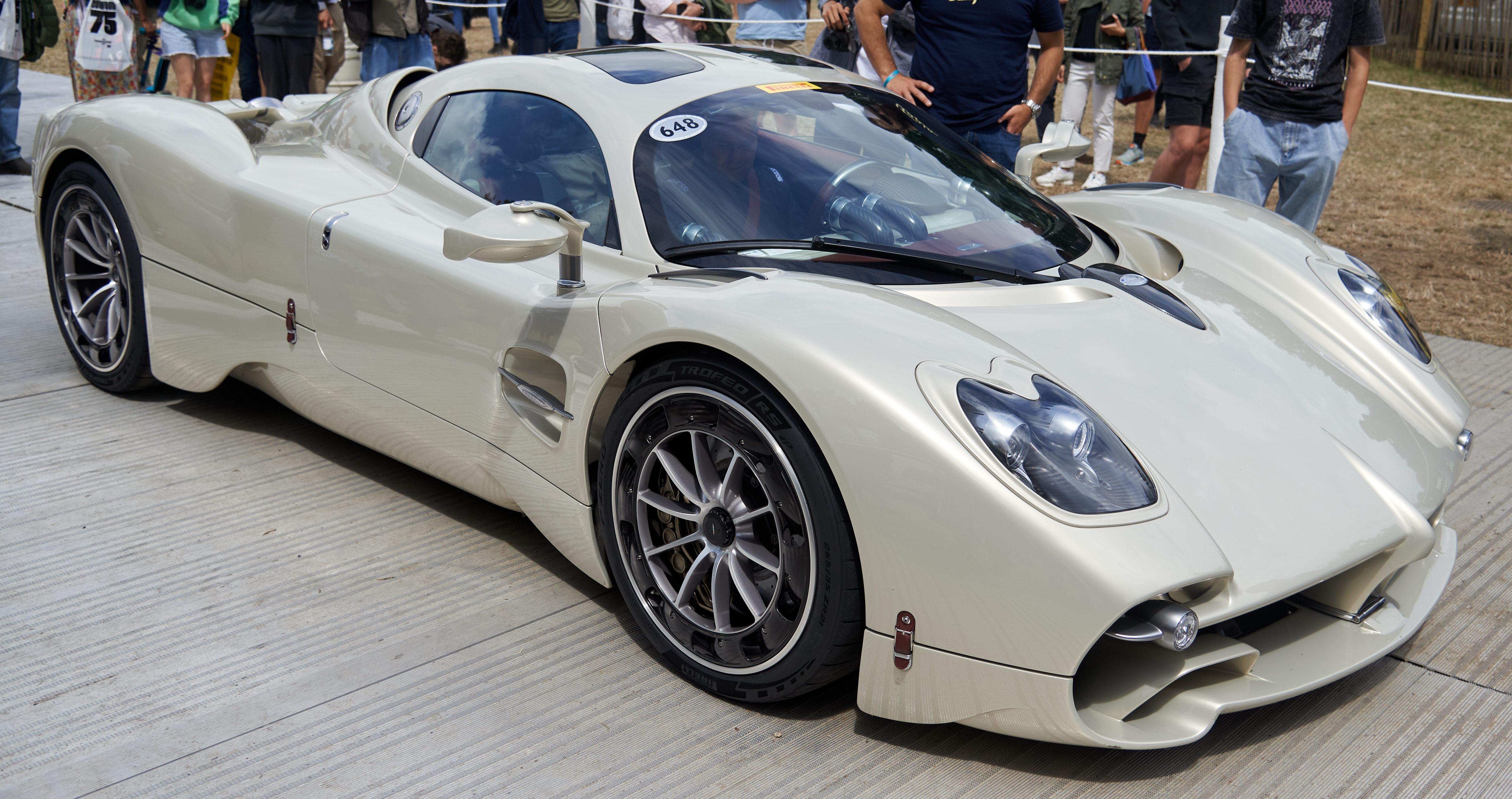
Вид спереди
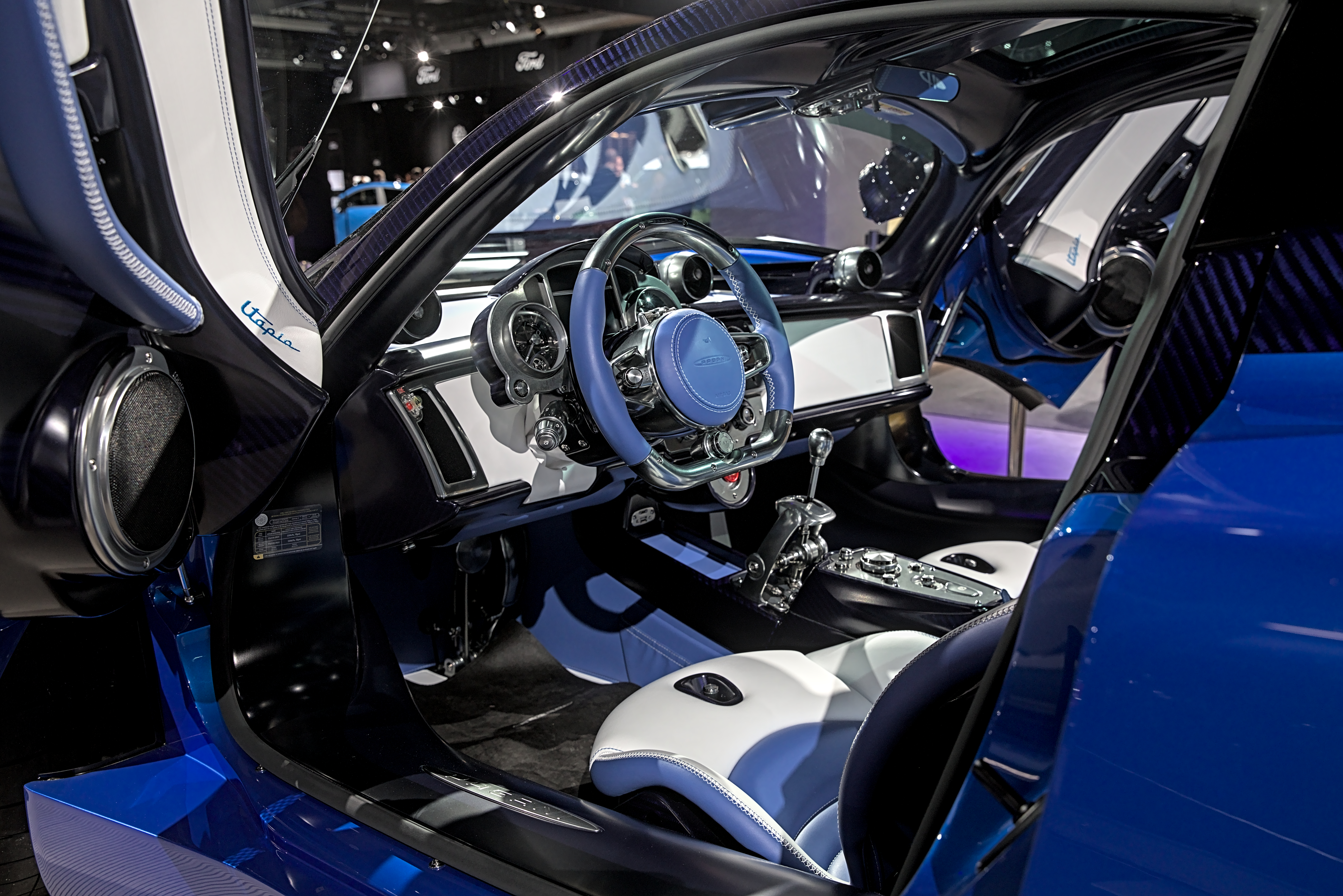
Внутри
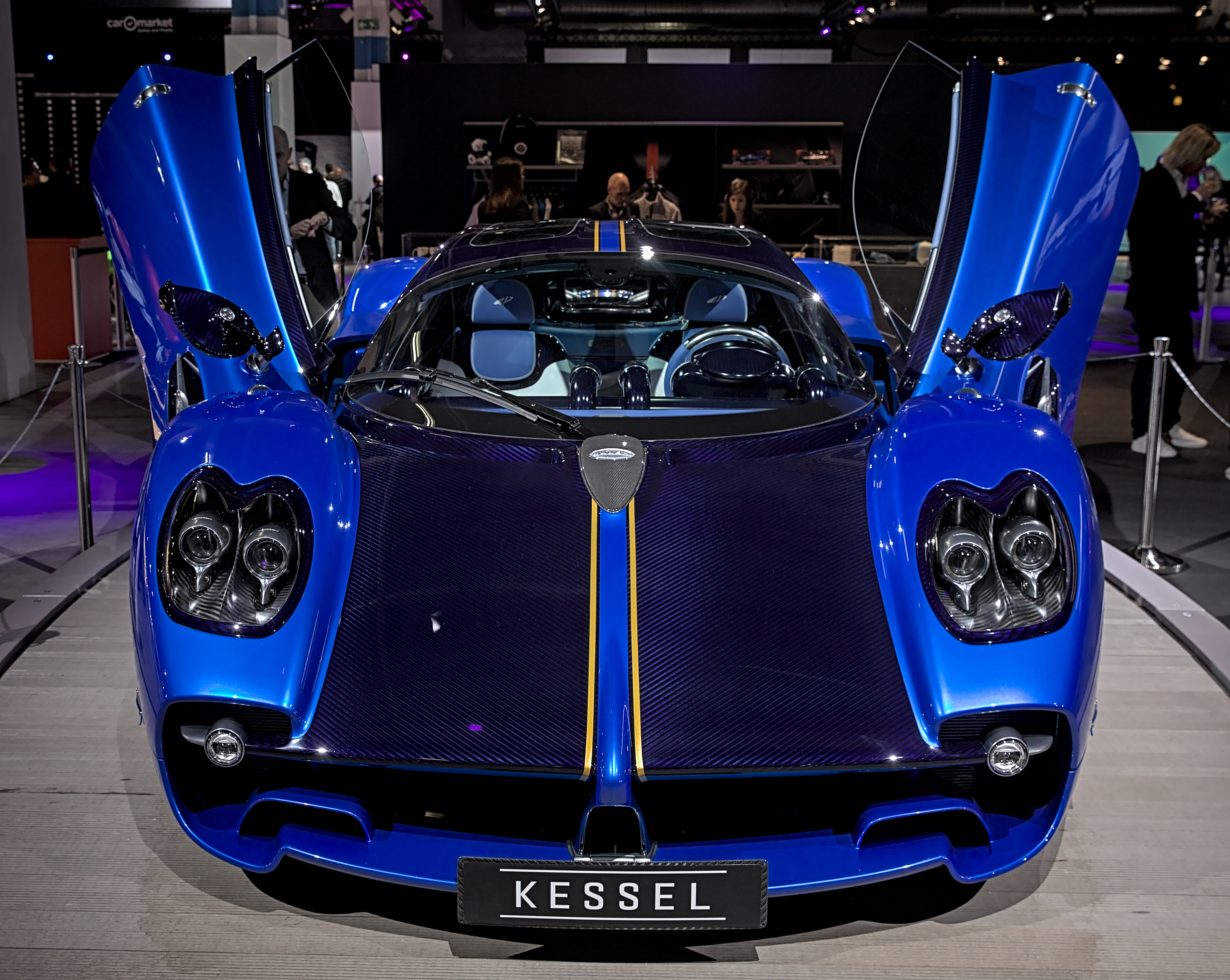
Модифицированная версия
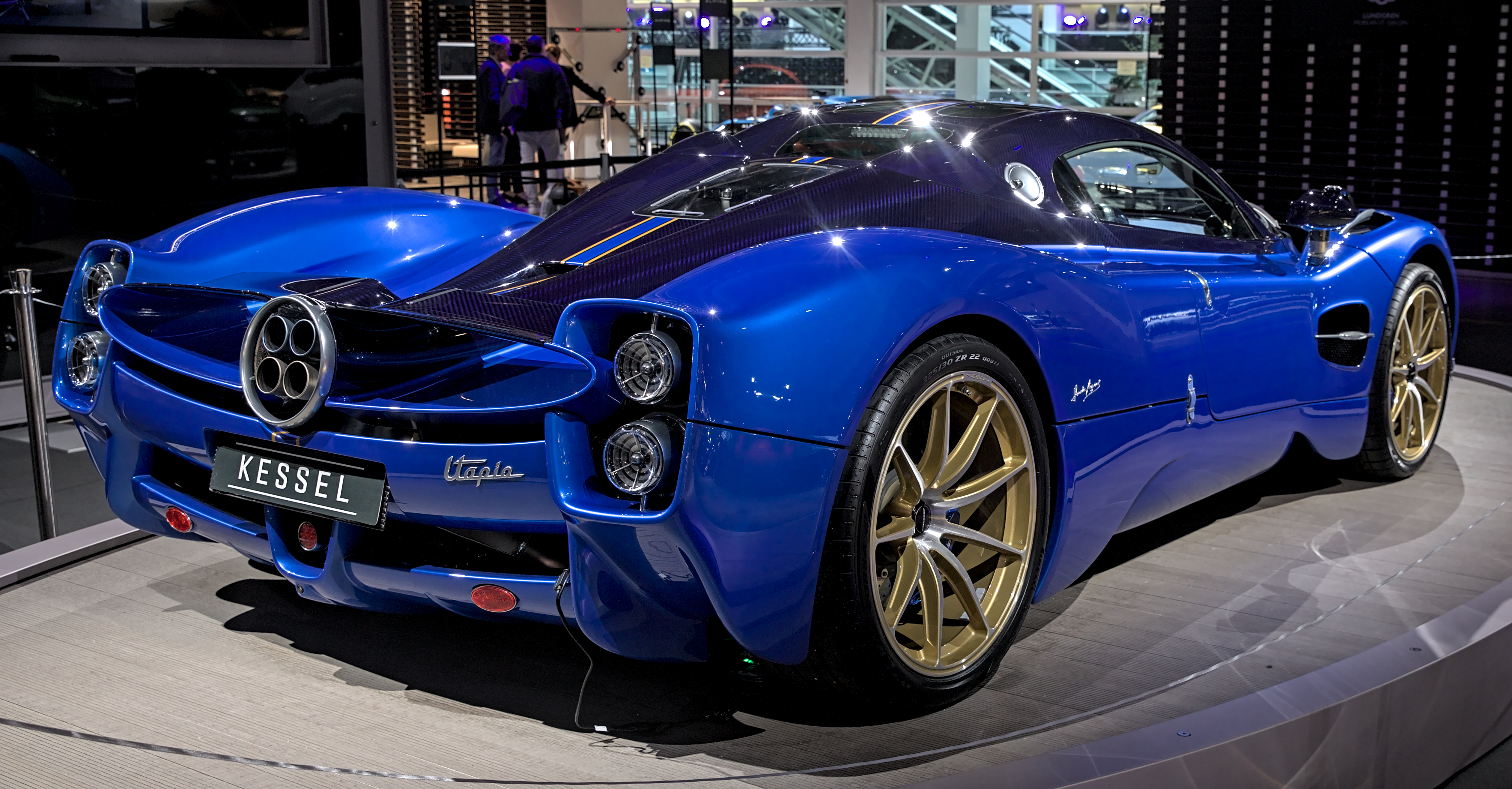
Модифицированная версия сзади